# Tarnac Nine
Tarnac Nine är namnet på den påstådda grupp av nio anarkistiska sabotörer, som arresterades i den franska byn Tarnac, i november 2008, på grund av sina påstådda koppling till en serie direktaktioner.

## Bakgrund
I november 2008 stormade fransk polis de misstänktas hem i Tarnac och genomförde, med hjälp av hundar och helikoptrar, gripanden. Den 11 november 2008 var cirka 20 personer arresterade, och av dessa åtalades nio. En av dessa nio, Yildne Lévy släpptes vid närmare undersökning, den 15 januari 2009, och den 28 maj samma år släpptes ytterligare en av de som arresterats. De nio arresterade hade i huvudsak medelklassbakgrund och var mellan 22 och 34 år gamla. Fem av de nio bodde på en gård som överblickade byn.
Till en början stod de nio anklagade för sammankoppling med terrorverksamhet, vilken påstods orsakat förseningar i det franska tågsystemet genom åverkan på över 160 tåg. Fem av dem sattes i fängelse men släpptes efter ett halvår i väntan på rättegång. I augusti 2015 tog domaren Jeanne Duye bort stämpeln terrorism från åtalet. De anklagade prövades istället utifrån kopplingen 'kriminell konspiration'.
En av de åtalade, Coupat, anklagades också för att författat "Det stundande upproret", en populär anti-kapitalistisk text. Akademiker och Coupats familj menar att hotet från den "våldsamma vänstern" överdrivits, och att Tarnac Nine gjorts till syndabockar för en generation som börjat tänka självständigt kring kapitalismen och dess fel. Flera välkända intellektuella har krävt deras frisläppande,  liksom mänskorättsorganisationen human rights watch. Stödgrupper har uppstått, t.ex. i Frankrike, Grekland, Spanien och i USA.

### Webb
1. 1 2 3  ”Cabbage-patch revolutionaries? The French 'grocer terrorists'” (på engelska). The Independent. 18 december 2008. http://www.independent.co.uk/news/world/europe/cabbage-patch-revolutionaries-the-french-grocer-terrorists-1202334.html. Läst 28 november 2017.
2. 1 2 3 4 5  Chrisafis, Angelique (3 januari 2009). ”Rural idyll or terrorist hub? The village that police say is a threat to the state” (på engelska). The Guardian. https://www.theguardian.com/world/2009/jan/03/france-terrorism-tarnac-anarchists. Läst 28 november 2017.
3. ↑  Horatio Morpurgo (1 december 2009). Tarnac and the Echoes New Internationalist. Läst 28 november 2017.
4. ↑  Burke, Jason (4 januari 2009). ”France braced for 'rebirth of violent left'” (på engelska). The Guardian. https://www.theguardian.com/world/2009/jan/04/france-government-left-wing-extremism. Läst 28 november 2017.
5. ↑  Lake Smith, Aaron (3 april 2010). ”Vive Le Tarnac Nine!” (på engelska). VICE. https://www.vice.com/en_us/article/kw7gnz/vive-le-tarnac-nine-407-v17n4.  ”"gained the support of famous public intellectuals Slavoj Žižek, Alain Badiou, and Alberto Toscano, who demanded that they be freed and not be called terrorists. The Italian philosopher Giorgio Agamben wrote an article in the French newspaper Libération on their behalf. "”